# Inderpigen
Inderpigen er en dansk stumfilm fra 1914, der er instrueret af Robert Dinesen efter manuskript af Helge Marstrand.

## Handling
Denne artikel mangler et handlingsreferat. Hjælp os med at skrive det.

## Medvirkende
- Nicolai Johannsen - Freedy Harrington, engelsk officer
- Johanne Fritz-Petersen - Mary, Freedys kusine
- Ellen Holm - Inderpigen Zalmi
- Johannes Ring
- Franz Skondrup
- Ingeborg Bruhn Bertelsen
- Oluf Billesborg
- Agnes Andersen
- Alf Blütecher
- Birger von Cotta-Schønberg
- Ebba Lorentzen
- Holger Syndergaard
- Philip Bech
- Maja Bjerre-Lind
- Volmer Hjorth-Clausen
- Lau Lauritzen Sr.
- Carl Schenstrøm
- Agnes Lorentzen